# Ginger Baker’s Air Force
Ginger Baker’s Airforce ist eine mittelformatige Jazz-Rock-Fusion-Supergruppe, die 1969 gegründet wurde. Baker löste die Gruppe 1971 aus ökonomischen Gründen auf.

## Geschichte
Die Band, zunächst als Tentett geplant, brachte zwei Alben heraus; nach einer längeren Probephase wurde das Debütalbum bei ihrem zweiten Konzert am 15. Januar 1970 in der Londoner Royal Albert Hall aufgenommen. Inzwischen sind jedoch noch weitere Veröffentlichungen erschienen. 1970 trat sie in der deutschen Musiksendung Beat-Club auf. Die Besetzung wechselte häufig; Graham Bond und Baker waren die einzigen konstanten Mitglieder. 
Baker kündigte 2015 eine Reunion der Band an; im Januar 2016 fand ein Clubkonzert von Air Force 3 statt. Die weiteren für 2016 mit der Band geplanten Konzerte in Großbritannien und den USA sagte er aber aus gesundheitlichen Gründen ab.

## Mitglieder
- Graham Bond – Saxophon, Orgel
- Ginger Baker – Schlagzeug
- Denny Laine – Gitarre, Gesang
- Harold McNair – Saxophon
- Eleanor Barooshian – Gesang (nur auf Teilen der ersten Tournee im März/April 1970)
- Jeanette Jacobs – Gesang
- Chris Wood – Saxophon, Querflöte
- Phil Seamen – Schlagzeug
- Remi Kabaka – Perkussion
- Ric Grech – Bass
- Steve Winwood – Orgel
- Aliki Ashman – Gesang
- Bud Beadle – Saxophon
- Colin Gibson – Saxophon, Bass (ab Juni 1970)
- Diane Stewart-Bond (als Diane Stewart) – Gesang
- Kenny Craddock
- Reebop Kwaku Baah – Perkussion
- Neemoi (Speedy) Acquaye – Perkussion
- Steve Gregory – Saxophon, Flöte
- Alan White – Schlagzeug

## Diskografie
- 1970: Ginger Baker's Airforce (Polydor, 2xLP)
- 1970: Ginger Baker's Airforce 2 (Polydor)
- 2010: Live in Offenbach Germany 1970 (Voiceprint, 2CD)
- 2015: Do What You Like (Bootleg, ein Titel mit Elvin Jones)